# Flughafen Limoges

i7
i11
i13
Der Flughafen Limoges (frz. Aéroport international de Limoges, IATA-Code: LIG, ICAO-Code: LFBL) liegt rund neun Kilometer nordwestlich der französischen Kommune Limoges im Département Haute-Vienne. Betreiber des Flughafens ist die Industrie- und Handelskammer in Limoges und im Département Haute-Vienne. Er ist von 8 bis 23 Uhr geöffnet, an einigen Tagen auch länger.

## Technik am Flughafen
Am Flughafen kann JET A1 AVGAS getankt werden. Auf einer Fläche von 3819 m² können maximal 300.000 Passagiere jährlich abgefertigt werden.
ILS Cat III ist vorhanden. HI und PAPI stehen zur Verfügung.

## Verkehrsanbindung
Es besteht eine regelmäßige Busverbindung vom Flughafen nach Limoges. Zudem stehen am Flughafenterminal Taxis und zahlreiche Mietwagenunternehmen bereit.